# مجید بصیرت
مجید بصیرت (زادهٔ ۴ اردیبهشت ۱۳۴۹ در اصفهان) بازیکن ایرانی پیشین فوتبال است.

## دوران باشگاهی
او همراه با تیم سپاهان بیش از ۲۰۰ بازی در لیگ فوتبال ایران انجام داد و از بازیکنان برجسته و کاپیتان تیم سپاهان بود.
او تمام دوران فوتبال خود را در این باشگاه اصفهانی نیز سپری کرد.
بصیرت از آغاز سومین دوره لیگ برتر در تاریخ ۱۸ شهریور ۱۳۸۲ و در دومین بازی فصل ۸۳–۱۳۸۲ در ورزشگاه نقش جهان در دیدار مقابل تیم سایپا از فوتبال به عنوان بازیکن خداحافظی کرد. در این دیدار از وی تقدیر شد.

## دوران سرپرستی
وی از سال ۱۳۸۵ تا سال ۱۳۹۰ به عنوان سرپرست در باشگاه سپاهان نیز مشغول فعالیت بوده است.

## دوران مربیگری
او در نیم فصل دوم فصل ۸۵–۱۳۸۴ دستیار ادسون تاوارس در تیم سپاهان بود.
در تاریخ ۱۸ آبان ۱۳۹۰ پست مجید بصیرت در باشگاه سپاهان، بعد از سال‌ها از سرپرستی به مشاور فنی باشگاه تغییر کرد و تا پایان فصل ۹۱–۱۳۹۰ در این پست مشغول به فعالیت بود.
مجید بصیرت در فصل ۹۲–۱۳۹۱ به عنوان کمک مربی عبدالله ویسی در تیم فوتبال پیکان تهران مشغول به کار بود.
وی در فصل ۹۳–۱۳۹۲ به عنوان دستیار انگین فیرات در تیم فوتبال سایپا فعالیت کرد.
بصیرت در فصل ۹۴–۱۳۹۳ به عنوان دستیار زلاتکو کرانچار در تیم سپاهان اصفهان انتخاب شد و پس از جدایی کرانچار از سپاهان، وی دستیار حسین فرکی در این تیم شد.
او در فصل ۹۵–۱۳۹۴ دستیار حسین فرکی در تیم سپاهان بود و پس از جدایی فرکی از سپاهان، وی دستیار ایگور اشتیماتس در این تیم شد.
وی در فصل ۹۶–۱۳۹۵ تا انتهای هفتهٔ ۲۴ لیگ برتر دستیار عبدالله ویسی در تیم سپاهان بود.